# El juego bonito
El juego bonito (título original en inglés: The Beautiful Game) es una película británica dirigida por Thea Sharrock a partir de un guion de Frank Cottrell-Boyce. Fue estrenada en Netflix el 29 de marzo de 2024.

## Sinopsis
La película se centra en un equipo que participa en la Copa del Mundo de Personas sin Hogar liderado por un explorador retirado Mal y un joven delantero Vinny.

## Reparto
- Micheal Ward como Vinny
- Bill Nighy como Mal
- Valeria Golino como Gabriella
- Susie Wokoma como Protasia
- Callum Scott Howells como Nathan
- Kit Young como Cal
- Sian Reese-Williams como Sian
- Sheyi Cole como Jason
- Tom Vaughan-Lawlor como Kevin
- Robin Nazari como Aldar
- Aoi Okuyama como Mika
- Jesseye Romeo como Ellie
- Cristina Rodlo como Rosita
- Tadashi Watanabe
- Kazuhiro Muroyama

## Producción
Se estaba desarrollando una versión anterior del proyecto con Searchlight Pictures. En agosto de 2021, se anunció que Thea Sharrock dirigiría el guion de Frank Cottrell-Boyce sobre la Copa del Mundo para Personas sin Hogar con Graham Broadbent y Peter Czernin de Blueprint Pictures, así como con Anita Overland como productores ejecutivos. Además, producirían Ben Knight y Diarmuid McKeown, también de Blueprint, y Ollie Madden y Daniel Battsek de Film4.
También se anunció que Micheal Ward y Bill Nighy protagonizarían la película junto a Valeria Golino, Callum Scott Howells, Kit Young, Sheyi Cole, Robin Nazari, Tom Vaughan-Lawlor, Susie Wokoma, Layo-Christina Akinlude, Christina Rodlo y Aoi Okuyama.
La fotografía principal comenzó en Roma en julio de 2021. Está previsto que se traslade a Londres.